# Friedrich Schubert (Geodät)

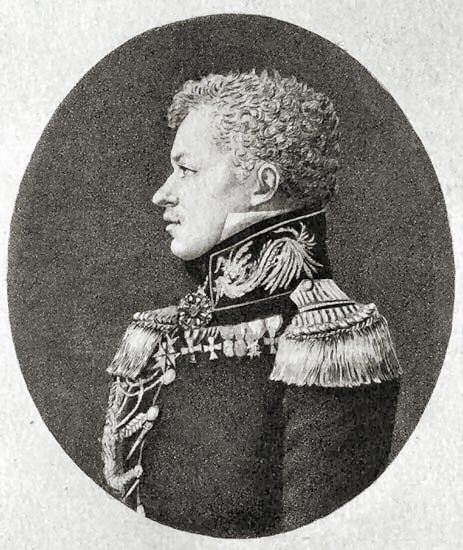
Friedrich Schubert (1838)

Theodor Friedrich Schubert (russisch Фёдор Фёдорович Шуберт, Fjodor Fjodorowitsch Schubert; * 12. Februar 1789 in Sankt Petersburg; † 15. November 1865 in Stuttgart), genannt Friedrich Schubert und Friedrich von Schubert, war ein russischer Offizier und Geodät.

## Biografie

### Ausbildung
Er war der Sohn des deutschstämmigen Geographen und Astronomen an der Sankt Petersburger Akademie der Wissenschaften Friedrich Theodor von Schubert und der Luise Friederike von Cronhelm (1764–1819). Schubert erhielt mathematischen Unterricht bei seinem Vater und war ab 1800 drei Jahre auf der Militärakademie in Sankt Petersburg.

### Militärdienst und wissenschaftliche Tätigkeit
Ab 1804 war er als Militärkartograph tätig und begleitete seinen Vater 1805 auf eine Expedition an die chinesische Grenze. Er nahm als Stabsoffizier an den Feldzügen gegen die Türkei (1807, 1810), Schweden in Finnland (1808/1809) und Napoleon (1806 bis 1807 und 1812 bis 1815) teil, wobei er 1807 in der Schlacht bei Preußisch Eylau verwundet wurde, 1814 Verbindungsoffizier zu Preußen war und auch diplomatische Aufgaben wahrnahm. 1810 wurde er zum Hauptmann und 1815 zum Oberst befördert.
Er blieb bis 1819 in Frankreich und nahm dabei wie schon zuvor in den anderen Feldzügen kartographische Aufgaben (Flandern) wahr. Ab 1819 war er Abteilungsleiter im Kartendepot des Generalstabs und ab 1822 bis 1843 Leiter des Militärtopographischen Korps und organisierte in dieser Funktion die kartographische Aufnahme Russlands. Dabei arbeitete er mit dem Leiter der Sternwarte Dorpat Wilhelm Struwe zusammen. In den 1830er Jahren kam die Seekarten-Aufnahme der Ostsee hinzu auf der Fregatte Hercules. 1820 wurde er Generalmajor. 1834 bis 1843 war er zusätzlich Generalquartiermeister im Generalstab. Ab 1843 war er im Kriegsrat, 1845 wurde er General der Infanterie und 1846 Leiter der wissenschaftlichen Beratungskommission im Kriegsministerium.
1861 setzte er sich zur Ruhe und ging auf Reisen.
In einem Aufsatz von 1859 über die Figur der Erde schlug er ein dreiachsiges Ellipsoid vor.

## Mitgliedschaften, Familie, Ehrung

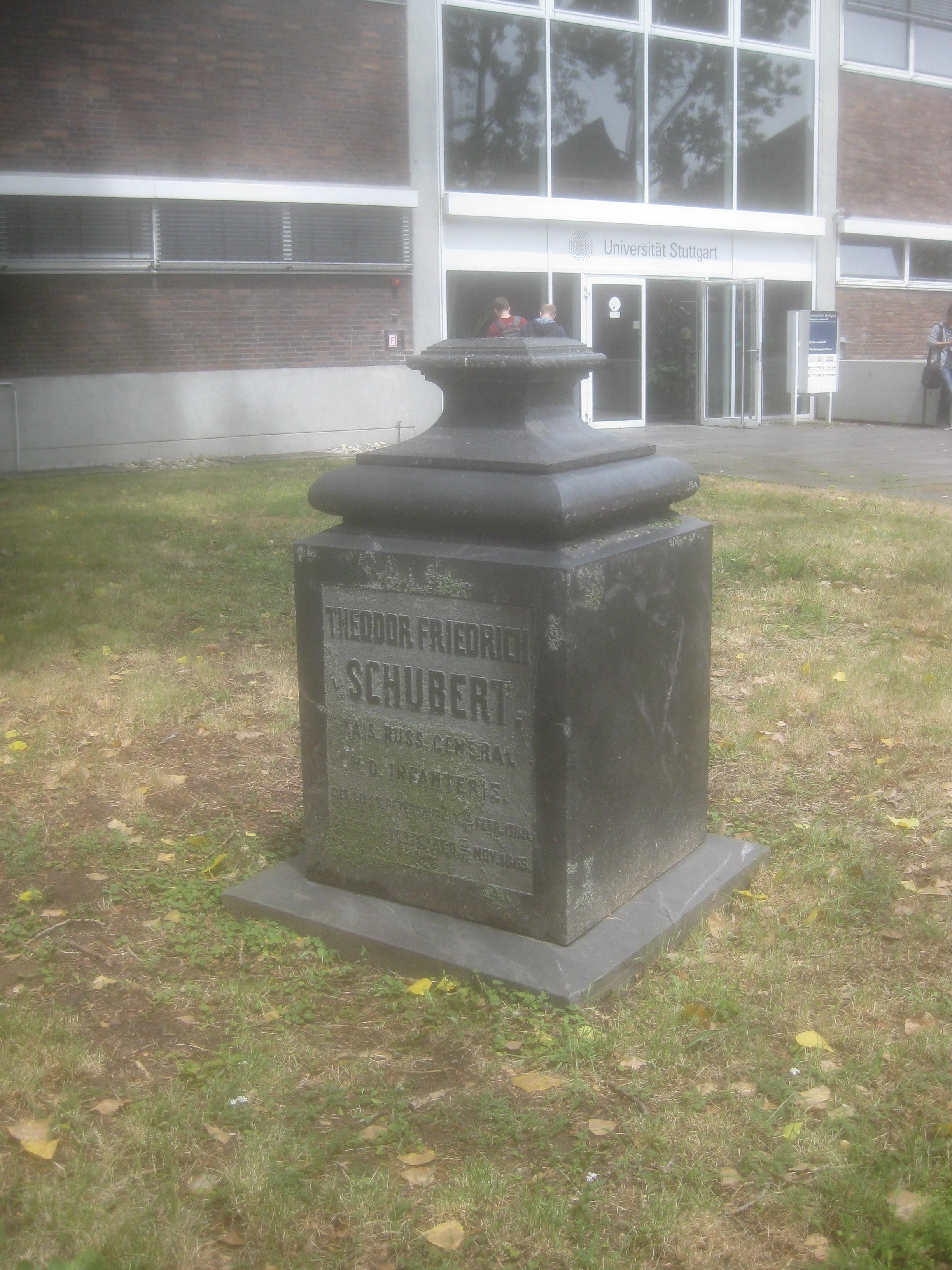
Schuberts Grab auf dem Hoppenlaufriedhof in Stuttgart

Er war Mitglied der Sankt Petersburger Akademie der Wissenschaften und der Akademie der Künste. In beiden Akademien wurde er 1827 Ehrenmitglied.
Schubert war mit Sophie Rall (1801–1833) verheiratet, Tochter des Hofbankiers Baron Alexander Franz von Rall in Sankt Petersburg. Mit ihr hatte er einen Sohn und drei Töchter:
- Elisabeth (1820–1879) ⚭  Wassili Corwin-Krukowski (1800–1874), General der Artillerie, Eltern von Sofia Kowalewskaja
- Alexandrine (1824–1901) ⚭ Nikolaus von Adelung (1809–1878), Sekretär von Olga von Württemberg in Stuttgart
- Sophie (1822–1892)
- Theodor (1831–1877), Beamter in Sankt Petersburg

Seine Memoiren Unter dem Doppeladler erschienen 1962 (Herausgeber Erik Amburger, Koehler Verlag, Stuttgart). Ein Mondkrater ist nach ihm benannt.
Im Jahr 1865 starb er in Stuttgart, wo er auf dem Hoppenlaufriedhof begraben wurde.